# Campos de altitude

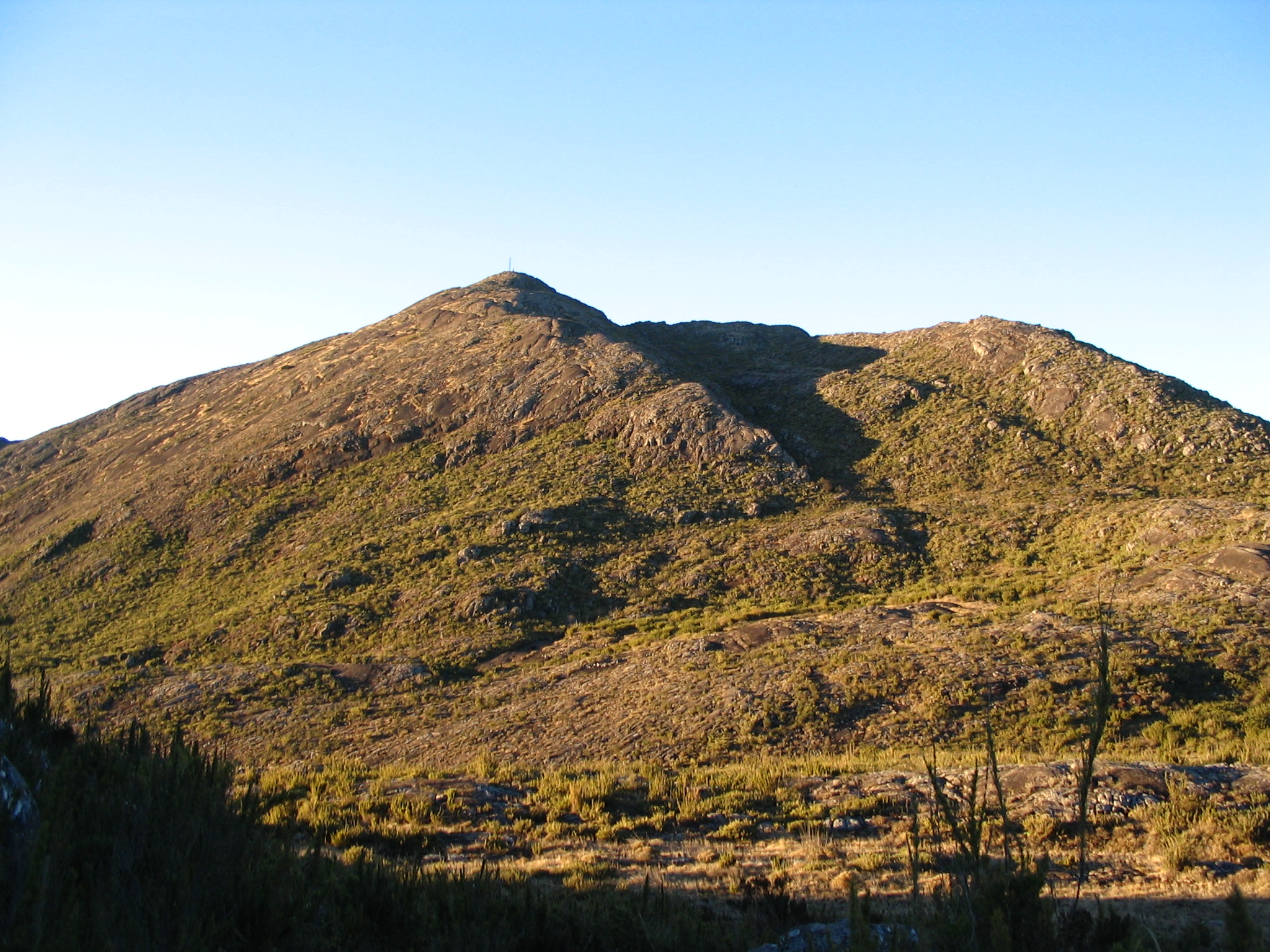
Exemplo de campo de altitude em Ibitirama, ES.

Em biogeografia, a designação campos de altitude lato sensu se refere a três tipos de vegetação de altitude da América do Sul: campos de altitude stricto sensu, campos rupestres e páramos.

## Descrição
A vegetação de altitude ocorre no topo de serras e cadeias montanhosas em alturas variadas. Apresenta características morfológicas marcantes ligadas às pressões ambientais dos locais onde desenvolveram seu percurso evolutivo. Sua distribuição geográfica atual é disjunta (não contínua) mas a semelhança entre floras (conjunto de espécies) e o registro de pólen das eras glaciais do terciário e pleistoceno remetem a distribuições mais amplas. Isso sugere que essa vegetação pode ser caracterizada como autênticos relictos biogeográficos. Infelizmente, seu atual estado de conservação é preocupante, e é necessário que a população compreenda o seu valor, para que não seja confundida com gramados.
Neste artigo, a vegetação de altitude da América do Sul será denominada genericamente como "campos", mas não deve ser confundida com os campos sulinos (que englobam os pampas e os campos do planalto meridional), os campos limpos do Brasil Central, ou as campinaranas do Norte.

## Tipos de campos de altitude na América do Sul
A classificação da vegetação do Brasil e do Continente em grandes biomas nem sempre é adequada para fins biogeográficos. Portanto, o nosso ponto de partida serão as classes de vegetação em um nível mais específico (ex: Campos, Florestas montanas, Capoeiras). Estas classes, inclusive, podem aparecer em mais de um bioma, como é o caso da vegetação de altitude.
A primeira referência a vegetação de altitude no Brasil é de 1867, com o botânico Eugenius Warming e passou por muitas transformações. Para este verbete, vamos usar a definição brasileira mais usada atualmente que distingue os campos rupestres dos campos de altitude. Na América Andina o nome que se dá para as regiões equivalentes aos campos de altitude brasileiros é Páramo.
Em geral, costuma-se associar os campos rupestres aos domínios do Cerrado e da Caatinga, e os campos de altitude sensu stricto ao domínio da Mata Atlântica. Entretanto, há autores que consideram os campos de altitude sensu lato ou parte deles como um domínio ou bioma próprio, ou ainda, como refúgios vegetacionais (Veloso, 1992, IBGE, 2012).[p.59-60]

### Campos de altitudestricto sensu

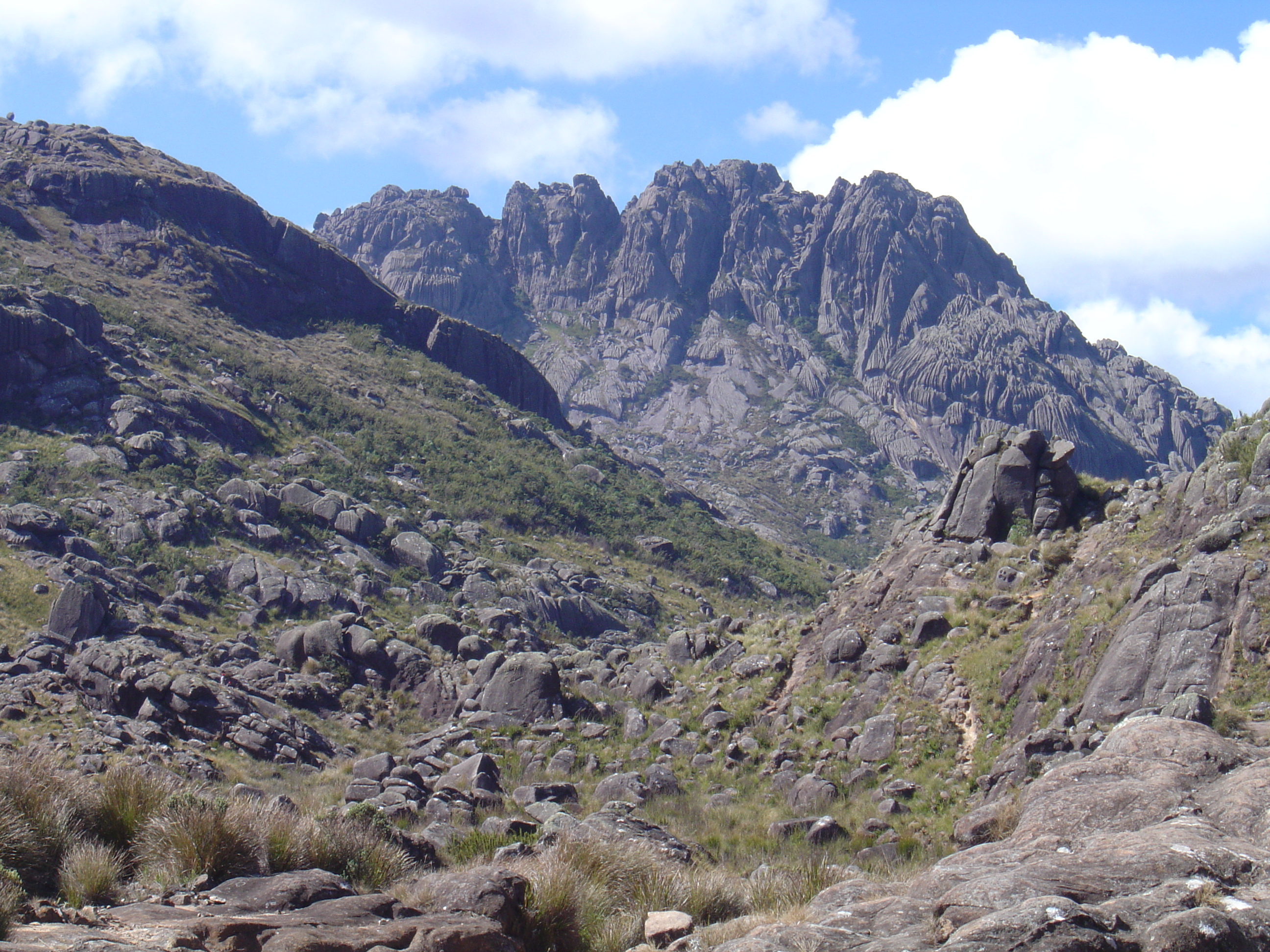
Pico das Agulhas Negras, na Serra da Mantiqueira, MG e RJ.

Os campos de altitude são típicos dos pontos mais elevados de montanhas que se soergueram principalmente durante o Terciário. Ocorrem principalmente nos sistemas serranos do sudeste brasileiro: Serra da Mantiqueira (Serra do Itatiaia, que abriga o Pico das Agulhas Negras), Serra do Caparaó (que abriga o Pico da Bandeira), Serra do Mar (Serra dos Órgãos, que abriga a Pedra do Sino), mas também em Campos do Jordão e em uma variedade de picos isolados em Santa Catarina e Paraná. Estão geralmente situados acima de 1.500 m de altitude e associados a rochas ígneas e rochas metamórficas, como granito, gnaisse e, no caso particular de Itatiaia, nefelino-sienito.
Com relação aos domínios vegetacionais, os campos de altitude das Serras do Mar e da Mantiqueira encontram-se totalmente inseridos na região da Mata Atlântica. Ambos os tipos de vegetação (Campos de altitudes ou Rupestres) apresentam uma ampla variedade de fisionomias, desde áreas abertas cobertas por gramíneas e outras ervas, a habitats com adensamento de arbustos e pequenas árvores, com ou sem a presença de afloramentos rochosos.
Rizzini (1997) usa a designação "campos altimontanos" ou "campos alpinos" para esta vegetação.

### Campos rupestres

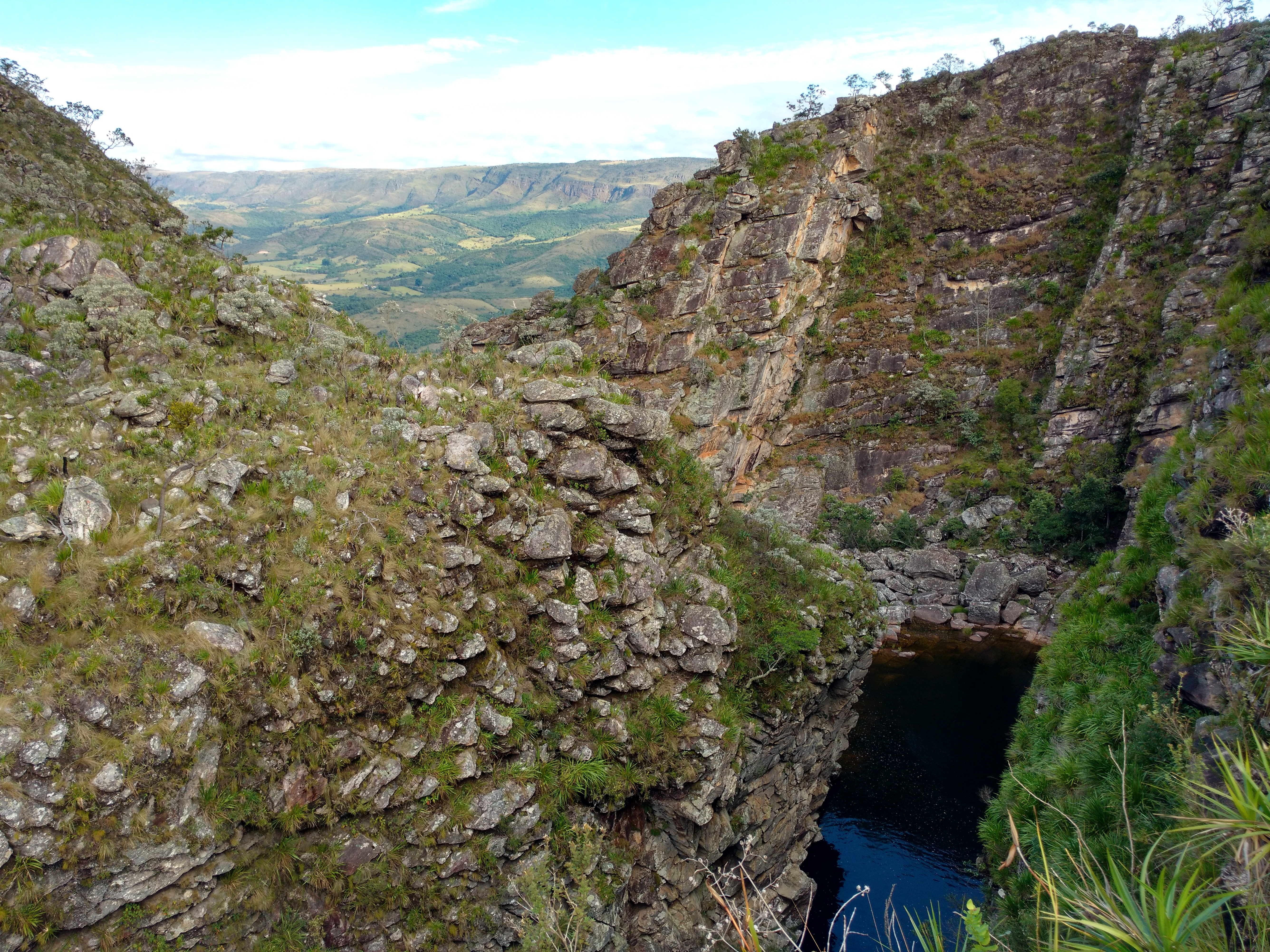
Parque Nacional da Serra da Canastra, MG.

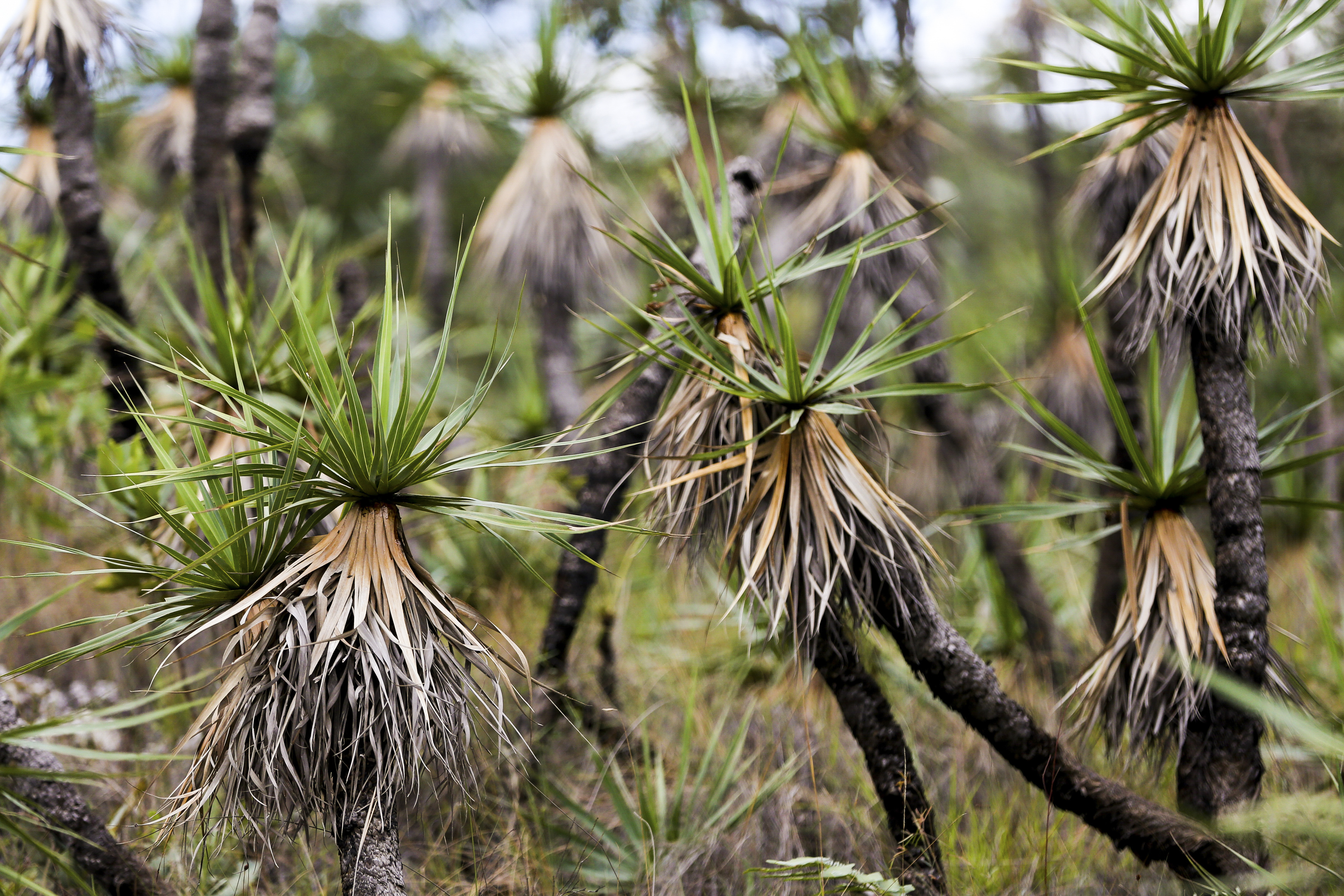
Vellozia na Chapada dos Veadeiros, GO.

Em geral, os campos rupestres ocorrem principalmente acima de 900 m de altitude, em montanhas cujas rochas são de origem pré-cambriana que foram remodeladas por movimentos tectônicos a partir do Paleógeno, estando associados, principalmente, a afloramentos de quartzito, arenito e minério de ferro.
Com relação aos domínios vegetacionais, em geral, os campos rupestres da Cadeia do Espinhaço estão situados em áreas de transição entre o Cerrado, a Caatinga e a Mata Atlântica.
Esses campos encontram-se distribuídos principalmente ao longo da Cadeia do Espinhaço, e  de forma esparsa nas serras do Brasil Central (e.g. Chapada dos Veadeiros, Serra dos Pirineus, Serra da Canastra). Apesar da Serra da Mantiqueira ter predomínio de campos de altitude, algumas montanhas apresentam campos rupestres característicos, como em São João Del Rei (Serra do Lenheiro), Tiradentes (Serra de São José) e Itutinga. Alguns autores (ele cita Queiroz et al 1996) englobam na classificação regiões mais ao norte, de solo gnáissico-granítico, a Serra dos Carajás (Pará) e a Serra da Jibóia (Bahia).
Os campos de altitude são típicos dos pontos mais elevados de montanhas que se soergueram principalmente durante o Terciário. Ocorrem principalmente nos sistemas serranos do sudeste brasileiro: Serra da Mantiqueira (Serra do Itatiaia, que abriga o Pico das Agulhas Negras), Serra do Caparaó (que abriga o Pico da Bandeira), Serra do Mar (Serra dos Órgãos, que abriga a Pedra do Sino), mas também em Campos do Jordão e em uma variedade de picos isolados em Santa Catarina e Paraná.
Rizzini (1997) rejeita a distinção feita entre campos rupestres e campos limpos por Magalhães (1966), e interpreta os campos rupestres como campos limpos, preferindo evitar o termo "rupestre", por considerar que nem todos os campos limpos são rupestres.

### Páramos andinos

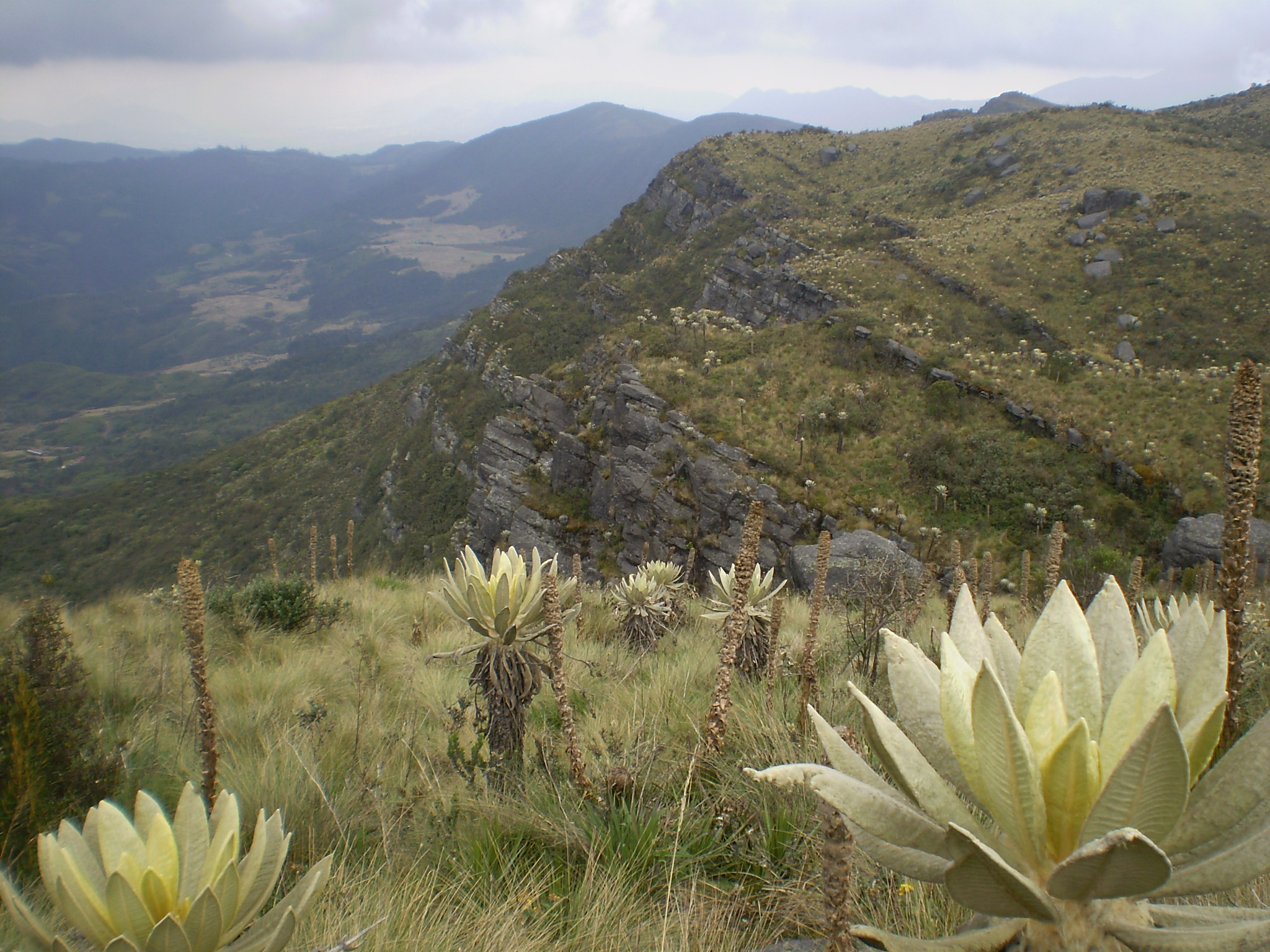
Páramo na Colômbia.

Muitos táxons mostram ligações fitogeográficas com habitats semelhantes nos Andes. Este padrão tem sido desde há muito reconhecido e aplica-se a uma variedade de organismos, além das plantas.
Os Páramos nos Andes estendem-se desde a Cordilheira de Mérida, na Venezuela, até a Depressão de Huancabamba, no norte do Peru, como uma espécie de ilhas confinadas aos cumes dos vulcões e montanhas dos Andes, o que representa um arquipélago continental cercado por uma imensidão das florestas de montanha. Segundo a paramos.org, há uma área total de altiplano andino com mais de 46.000 km2, dos quais 14.086 km2 estão na Colômbia, 18.435 km2 no Equador, 11.364 km2 no Peru, e 2405 km2 na Venezuela.
A organização paramos.org propõe que há os seguintes Páramos:
Páramos Centrais da Cordilheira Ocidental (Equador), Páramos Maciço do Cajas (Equador), Páramos de Azuay-Morona-Zamora (Equador), Páramos de Galeras- Chiles (Colômbia-Equador), Páramos dagunillas-Piura-Podocarpus (Equador), Páramos de Mérida (Venezuela), Páramos de Perijá (Colômbia-Venezuela), Páramos de Santa Marta (Colômbia), Páramos da Cordilheira Central Colombiana, Páramos da Cordilheira Ocidental Colombiana, Páramos da Cordilheira Ocidental Equatoriana, Páramos da Cordilheira Real Oriental (Colômbia-Equador), Páramos da Cordilheira Oriental Colombiana, Páramos do Maciço Colombiano, Páramos do Sul da Cordilheira Ocidental (Equador), Páramos do Sul da Cordilheira Oriental (Equador), Páramos de Jalca Cajamarquina (Perú).

## Flora
Quando se compara o grande número de espécies que ocorrem nos campos com sua pequena área nota-se a riqueza de suas floras. E as floras apresentam alto grau de endemismo, algumas por ocorrerem exclusivamente em um morro, e as demais por ocorrerem apenas em campos. Na Serra do Itatiaia, por exemplo há 550 espécies de plantas vasculares, sendo 11% endêmicas locais e 21% características de formações de campo.
É possível observar algumas características comuns em plantas de campos, como meristemas subterrâneos, folhas coriáceas, rosetas, caules contorcidos etc. Considera-se que são adaptações ao fogo, ao clima frio e seco (embora haja neblina). Essas são pressões seletivas que agem de longa data, pelo menos desde o pleistoceno. Isso corrobora a teoria de que essa vegetação teve sua história evolutiva ligada a estes locais, e derruba a concepção de que essas plantas ocuparam esses ambientes a partir do impacto antrópico (principalmente no que tange ao fogo) iniciado na época da colonização da américa.
Há similaridades entre as floras de campos rupestres do Brasil central, escudo das Guianas (Tepuis) e restingas litorâneas. E há grande similaridade entre os campos de altitude do sul do Brasil e os páramos da região andino-patagônica.

## Glaciações do Quaternário
Os campos de altitude stricto sensu encontram-se na região sudeste do Brasil, em latitudes de 20° a 22° S e longitude de 41° a 44° W. Estão divididos em platôs montanhosos de grande altitude nas Serras da Mantiqueira, do Mar e de Caparaó.
Esta região do Brasil encontra-se sobre um escudo cristalino Précambriano que sofreu eventos orogênicos até o Ordoviciano. Até o Jurássico, derramamentos basálticos cobriam a região.
No fim do Cretáceo, com o rompimento de Gondwana e alargamento do Oceano Atlântico e seguindo pelo Paleoceno e Mioceno, soerguimentos próximos à atual costa brasileira e intrusões alcalinas, originaram as Serras do Mar e da Mantiqueira.
Períodos de erosão intercalaram os períodos de atividade sísmica,e foram predominantes durantes as eras geológicas mais recentes, levando a formação de um gradiente altitudinal e à exposição de rochas antigas.
Sendo assim, os campos de altitude encontram-se sempre em soerguimentos de rochas ígneas ou metamórficas. Na Serra do Caparaó e do sul da Serra da Mantiqueira, são encontrados gnaisses arqueanos. Na Serra dos Órgãos, granitos e granitoides do fim do Proterozóico e na Serra da Mantiqueira, no maciço de Itatiaia-Passa-Quatro, encontramos rochas plutônicas.
Atualmente, os campos de altitude encontram-se em regiões de clima úmido, com precipitação anual acima de 2000mm, chegando a exceder 5000mm, e temperaturas máximas que variam de 20°C no verão, a -10 °C no inverno.
Durante os ciclos de glaciações do Cenozoíco, as massas de ar, correntes marinhas, pluviosidade e temperatura alteraram-se, afetando a distribuição dos campos de altitude.
Estudos palinológicos e sedimentares permitiram uma reconstrução da história do clima e vegetação da região durante o Quarternário.
Durante o Pleistoceno, ciclos de glaciação causaram regimes alternados de climas úmidos e semi-áridos. Esses eventos seguiram por todo o Quaternário, até a última glaciação, há 15000 anos.
Nos períodos glaciais, o clima mundial tornou-se mais frio e seco, com diminuição do nível do mar e da pluviosidade devido a formação de calotas de gelo. Nas serras do sudeste brasileiro, processos erosivos mecânicos de alta energia prevaleceram. Houve diminuição das malhas fluviais.  Inselbergs são formados devido à sua resistência quanto aos processos de pediplanação e pedogênese que ocorrem nesse período. Florestas têm suas distribuições retraídas e limitam-se a locais úmidos, como encostas de morros e cursos d’água.
Na Serra da Mantiqueira e do Caparaó, há evidências de disruptura de rochas e solo devido à congelamentos e derretimentos sucessivos, e deslizamentos causados por movimento maciço de solo encharcado pelo derretimento de gelo, ambos ligados a períodos glaciais do Quaternário. Isso pode ser uma evidência de que os picos mais altos dessas regiões apresentavam clima periglacial e, portanto, tem a formação de suas paisagens ligadas a processos criogênicos quaternários.
Durante o Oligoceno e Mioceno, a aridez no continente aumentou, com implicações biogeográficas permanentes, devido à perda de conexões entre as áreas de floresta úmida, que foram intercaladas por áreas de cerrado e campos, levando ao isolamento de populações.
No sudeste brasileiro, houve diminuição da temperatura e da pluviosidade, levando à expansão de áreas de cerrado e áreas campestres, incluindo os campos de altitude. Em um clima mais frio e seco, os campos expandiram para altitudes mais baixas, mas também tiveram sua distribuição em altitudes menores impactada pelo aumento de incêndios.
Apesar disso, há evidências de que as regiões altas da costa brasileira permaneceram com um clima mais frio e úmido do que as regiões circundantes, fornecendo refúgios não apenas para florestas nas encostas, mas para campos também.
Com diminuições de temperatura média anual chegando a 7°C na região sudeste do Brasil durante os máximos glaciais, acredita-se que a linha das árvores tenha sido reduzida, levando a uma enorme expansão da vegetação alpina.
Durante os períodos interglaciais, a temperatura e umidade do planeta são altas. Com aumento da umidade e das chuvas, a formação de solo mais espesso é favorecida. Há expansão de florestas.
Ao término da fase mais critica da última glaciação, entre 10 e 5 mi anos atrás, houve uma atenuação do calor seguido por aquecimento. Nesta fase não houve uma retomada da umidade e prevaleceu o crescimento da floresta semi-decidual e de cerrados.
Com o aumento da umidade a partir de 5 mil anos, as florestas de araucárias se expandiram para os locais mais altos das Serras, formando as Florestas ombrófilas mistas, enquanto que a Mata atlântica se expandiu sobre as regiões mais quentes, formando as Florestas ombrófilas densas.
Os campos de altitude são, no entanto, os resquícios desta antiga vegetação que predominava na região sudeste, sendo que somente no topo das montanhas de hoje é que se encontram condições climáticas da época da glaciação, que é a de frio e umidade.

## Campos como relictos biogeográficos

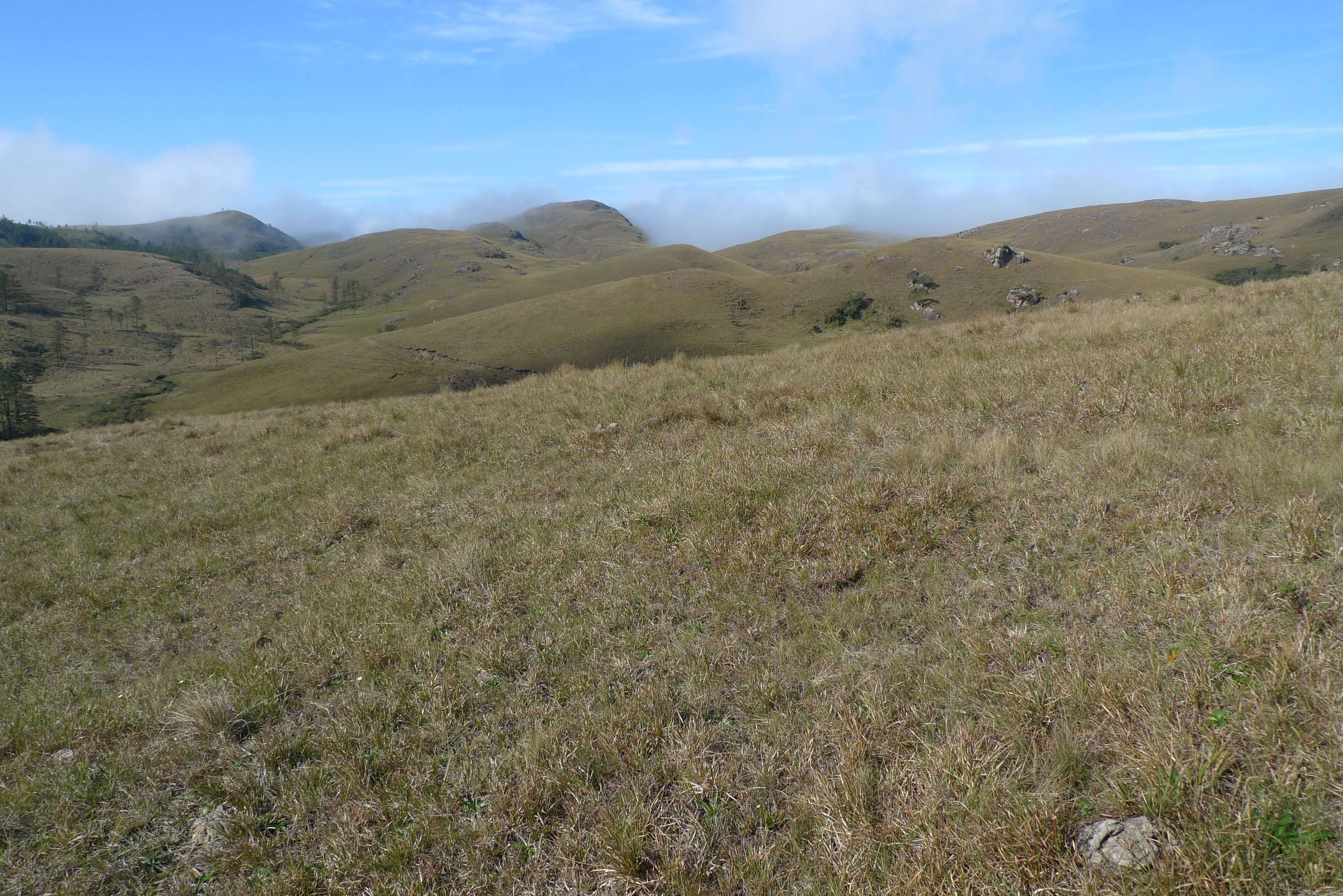
Paisagem campestre da Serra do Quiriri, Santa Catarina

Durante as flutuações climáticas do Cenozoico, os campos rupestres foram colonizados por táxons de climas temperados andinos e austral-antárticos,  por vegetação xerófita de regiões secas do Brasil e por espécies de florestas úmidas circundantes. A presença de grupos taxonômicos andinos e austral-antárticos, assim como de grupos de regiões temperadas do Hemisfério Norte, todos com baixa eficiência em dispersão por longas distâncias, pode ser explicado pelo surgimento de conexões e corredores de vegetação durante períodos de clima favorável para estes grupos.
Conexões por terra através do continente antártico até o início do Oligoceno (30–28 mya), permitiu a presença de elementos subtropicais na América do sul. Esses grupos taxonômicos se diversificaram em regiões montanhosas tropicais, como os Andes e a Serra do Mar e Serra da Mantiqueira. Os campos de altitude encontrados ao longo das regiões montanhosas atlânticas possuem forte conexão florística com outras regiões montanhosas da América do Sul, como os Andes e os campos rupestres do Espinhaço. Além disso, estão situados nas regiões de maior endemismo da porção sul da Floresta Atlântica, sugerindo que possam ser centros de dispersão ou  relictos de uma distribuição mais ampla ocorrida nas glaciações durante o Quaternário
Assim, acredita-se que os campos de altitude tenham tido sua composição florística influenciada por flutuações climáticas ao longo da história, que causaram variações na sua distribuição e assim, incorporação de grupos taxonômicos de diferentes origens geográfica, que se desenvolveram em grupos taxonômicos altamente endêmicos dos campos de altitude.

## Importância e conservação
Além de constituírem relictos biogeográficos únicos, os campos vem ganhando destaque na sociedade como refúgios de certas plantas medicinais e como potenciais objetos de educação ambiental. A prática de montanhismo, seja por caminhada ou escalada, está ligada a elementos psicológicos de auto-superação e contemplação do meio natural. Quando o público reconhece a peculiaridade da vegetação de campos, esta se torna um estímulo à chegada ao cume, e esta por sua vez, reforça a conservação da paisagem pela população.
No Brasil, a maior parte da vegetação de campos estão abrigadas em unidades de conservação. Mas infelizmente, são poucas as ações específicas de conservação desse tipo de vegetação. Há algumas décadas, confundia-se a fitofisionomia rala e herbácea dos campos com o aspecto de áreas antropizada. Além disso, a dificuldade em compreender o padrão fragmentado (e relictual) dos campos dificulta os estudos científicos, que ainda hoje são poucos, se comparados aos da mata atlântica e cerrado.